# Spider Fabriano
L'A.S.D. Pallacanestro Spider Fabriano 2012 è stata una società di pallacanestro maschile di Fabriano, in provincia di Ancona. La Spider non va confusa con la Società Sportiva Fabriano Basket che ha cessato la propria attività nel 2008. 
La massima serie raggiunta è la Serie A Dilettanti.

## Storia
Disputa la Divisione Nazionale A FIP 2011-2012 nel girone sud-est, dopo aver ottenuto in 3 anni altrettante promozioni (l'ultima delle quali però, non sul campo ma in seguito a ripescaggio, in quanto 2ª classificata).
Il 5 luglio 2012 la Nuova Spider Fabriano 2010 decide di non prendere parte al campionato di DNA per difficoltà economiche e di iscriversi al campionato di DNC, rilevando il titolo della Virtus Praeneste.
La società decide poi di non iscriversi alla stagione 2013-2014 del campionato di DNC poiché non sussistono le necessarie condizioni economiche.

## Cestisti
Mario Gigena
Nicolas Stanic